# Prochlorococcus
Prochlorococcus är en väldigt liten havslevande cyanobakterie med en ovanlig pigmentering, klorofyll b. Den är den minsta och till antalet rikligast förekommande fotosyntetiserande organismen på jorden.